# Silogismo
Um silogismo (do grego antigo συλλογισμός, transl. syllogismós, 'conexão de ideias', 'raciocínio', composto pelos termos σύν, transl.  syn, 'com', e λογισμός, 'cálculo' e, por extensão, 'raciocínio', pelo latim syllogismus,i ) é um termo filosófico com o qual Aristóteles designou a conclusão deduzida de premissas, a argumentação lógica perfeita.
Na forma clássica é um argumento dedutivo constituído de três proposições declarativas (duas premissas e uma conclusão) que se conectam de tal modo que, a partir das duas primeiras (as premissas), é possível deduzir uma conclusão. A teoria do silogismo foi exposta por Aristóteles nos Analíticos anteriores.

Num exemplo dado pelo próprio Aristóteles: Sabendo que todos os homens são mortais (premissa maior) e que Sócrates é um homem (premissa menor), nós podemos concluir que Sócrates é mortal. Argumentos silogísticos geralmente são representados em um texto de três linhas:
Todos os homens são mortais.
Sócrates é um homem.

Logo, Sócrates é mortal.
Na antiguidade, duas teorias silogísticas rivais existiram: silogismo Aristotélico e Estoico. Da Idade Média em diante, silogismo categórico e silogismo eram geralmente usados de forma intercambiável. Este artigo foca mais no uso histórico. O silogismo esteve no centro do raciocínio dedutivo, onde fatos são determinados ao combinar declarações existentes, em contraste ao raciocínio indutivo em que fatos são determinados através de repetidas observações.
No contexto acadêmico, o silogismo foi suplantado pela lógica de primeira ordem seguindo o trabalho de Gottlob Frege, particularmente seu Begriffsschrift. Porém, silogismos ainda são úteis em algumas circunstâncias, e para introduzir o público geral à lógica.

## Termos do silogismo
Num silogismo, as premissas são juízos que antecedem a conclusão e dos quais ela decorre. Portanto, dos juízos prévios (premissas) infere-se a consequência (conclusão).
O silogismo regular é o argumento típico dedutivo, composto de três proposições declarativas — premissa maior (P), premissa menor (p) e conclusão (c) —, das três termos — menor (t), maior (T) e médio (M) — se compõem dois a dois: 
- Termo menor — aparece  na premissa menor e é o sujeito da conclusão
- Termo médio — aparece em ambas as premissas, mas não aparece na conclusão (faz a ligação entre as duas premissas)
- Termo maior — aparece na premissa maior e é o predicado da conclusão

Exemplo:
1. Todos os seres racionais são mortais. --> Premissa maior
2. Todos os filósofos são seres racionais. --> Premissa menor
3. Logo, todos os filósofos são mortais. --> Conclusão

Identifica-se a premissa maior e a premissa menor conforme seja a extensão dos seus termos. No exemplo acima, o conjunto de todos seres racionais é mais extenso do que o conjunto de todos os filósofos, logo, a premissa maior é "Todos os seres racionais são mortais".
Nas premissas, o termo maior (predicado da conclusão) e o termo menor (sujeito da conclusão) são comparados com o termo médio (termo comum às duas premissas):
- Termo maior: mortais
- Termo menor: filósofos
- Termo médio: racionais

Um outro exemplo clássico de silogismo é o seguinte:
Todo homem é mortal. --> Premissa maior, porque é universal
Sócrates é homem. --> Premissa menor, porque é particular
Logo, Sócrates é mortal. --> Conclusão
- Termo maior: mortal
- Termo menor: Sócrates
- Termo médio: homem (não aparece na conclusão)

- - Sócrates: termo presente na premissa menor, é o sujeito da conclusão
  - é : o verbo que exprime a relação entre sujeito e predicado
  - mortal: termo presente na premissa maior, é o predicado da conclusão

Segundo Kant, silogismo é todo juízo estabelecido através de uma característica mediata. Dito de outra forma: silogismo é a comparação de uma característica de uma coisa com outra, por meio de uma característica intermediária.

## Tábua de oposições

Tábua de oposições

A tábua de oposições, também chamado quadrado lógico ou quadrado dos opostos, tem origem obscura mas geralmente se aceita que Boécio lhe deu a forma final. Trata-se de um artifício didático que indica as relações lógicas fundamentais. 
Assim, tem-se o seguinte esquema de premissas:
A — universal afirmativa e singular afirmativa (Todo homem é mortal; Este homem é mortal)
E — universal negativa e singular negativa (Nenhum homem é mortal; Este homem não é mortal)
I — particular afirmativa (Algum homem é mortal)
O — particular negativa (Algum homem não é mortal)
Exemplo de tábua de oposição:
Todo ser vivo é mortal
Contrária: Nenhum ser vivo é mortal
Subalterna: Algum ser vivo é mortal
Contraditória: Algum ser vivo não é mortal

### Leis de oposição
As leis de oposição regem as relações entre as premissas.
Contraditoriedade: se um modo é verdadeiro, o outro é falso;
Contrariedade: ocorre apenas nos modos A e E. As premissas contrárias entre si não podem ser verdadeiras ao mesmo tempo, mas podem ser falsas ao mesmo tempo; Pois, se assim forem,a particular afirmativa será falsa por ser a contraditória da universal negativa e verdadeira, por ser a conversão da universal afirmativa.
Subcontrariedade: as premissas podem ser verdadeiras ao mesmo tempo, mas não podem ser falsas ao mesmo tempo. Pois se assim forem, as contrárias de quem elas são contraditórias serão simultaneamente verdadeiras, o que é um absurdo.

## Figuras e modos do silogismo
Um raciocínio dedutivo é composto por proposições. As proposições, por sua vez, são compostas por termos.
A maneira pela qual as proposições estão dispostas é chamada de modo do silogismo. A posição que o termo médio assume no argumento (sujeito ou predicado) origina a figura do silogismo.
Existem quatro espécies de proposições: A, E, I, O. Entre estas proposições, são possíveis 64 combinações na estrutura do silogismo. Deste total, apenas 19 combinações são válidas, sendo que as demais violam uma ou mais regras do silogismo. Essas 19 combinações distribuem-se nas quatro figuras do silogismo.

### Primeira figura
A primeira figura não muda, por ser perfeita. Aqui, o termo médio ("metal") ocupa a posição de sujeito, na premissa maior, e de  predicado, na premissa menor.
1º Su-pré
Todo metal é corpo.	BAR
Todo ferro é metal.	BA
Todo ferro é corpo.	RA
Nessa figura, os modos legítimos são:  BAR-BA-RA (AAA); CE-LA-RENT (EAE); DA-RI-I (AII); FE-RI-O (EIO)
Esses nomes foram dados por Pedro Abelardo, filósofo medieval do século XII, .

### Segunda figura
Na segunda figura, o termo médio ocupa a posição de predicado em ambas as premissas.
2º Pré-Pré
Todo círculo é redondo.      CAM
Nenhum triângulo é redondo.   ES
Nenhum triângulo é círculo. TRES
Nessa figura, os modos legítimos são: CES-A-RE (EAE); CAM-ES-TRES (AEE); FES-TI-NO (EIO); BAR-OC-O (AOO).

### Terceira figura
Na terceira figura, o termo médio ocupa a posição de sujeito nas duas premissas.
3ºSu-Suoi
Nenhum mamífero é pássaro.         FE
Algum mamífero é animal que voa.   RIS
Algum animal que voa não é pássaro. ON
Nessa figura, os modos legítimos são:
DA-RAP-TI (AAI); FE-LAP-TON (EAO); DIS-AM-IS (IAI); BOC-AR-DO (OAO); DA-TIS-I (AII); FE-RIS-ON (EIO)

### Quarta figura
Na quarta figura, o termo médio ocupa a posição de predicado na premissa maior e de sujeito na premissa menor.
4ºPré-Su
Pedro é homem.        BAM
Todo homem é mortal.   A
Algum mortal é Pedro. LIP
Nessa figura, os modos legítimos são:
BAM-A-LIP (AAI);  CA-LEM-ES (AEE);  DIM-A-TIS (IAI); FES-AP-O (EAO); FRES-IS-ON (EIO)

### Redução dos modos
Todos os modos imperfeitos do silogismo, isto é, a segunda, terceira e quarta figuras, devem ser transformados em modos perfeitos da primeira figura, pois não respeitam a hierarquia dos termos. As palavras mnemônicas auxiliam na redução. Se as vogais indicam os modos, a quantidade e a qualidade das premissas, as consoantes S, P, M e C indicam a maneira para pela qual a redução será feita. As consoantes iniciais indicam o modo da primeira figura.
Para isso, existem quatro possibilidades.
(S) Conversão direta: troca-se o sujeito pelo predicado e vice-versa. Por exemplo:
todo mortal é homem --> todo homem é mortal.
(P) Conversão acidental: a premissa tem seu sujeito e predicado trocados entre si. Por exemplo:
todo homem é mortal --> algum mortal é homem.
(M) Transposição de premissas: se uma premissa for maior, passa a ser menor e vice-versa.
(C) Redução por absurdo: da conclusão deste silogismo, elaboramos sua contraditória e substituímos a premissa assinalada com a consoante C, e concluímos novamente.

## Regras do silogismo
Para que um silogismo seja válido, sua estrutura deve respeitar regras. Tais regras, em número de oito, permitem verificar a correção ou incorreção do silogismo. As quatro primeiras regras são relativas aos termos e as quatro últimas são relativas às premissas. São :
1. Todo silogismo contém somente três termos: maior, médio e menor;
2. Os termos da conclusão não podem ter extensão maior que os termos das premissas;
3. O termo médio não pode entrar na conclusão;
4. O termo médio deve ser universal ao menos uma vez;
5. De duas premissas negativas, nada se conclui;
6. De duas premissas afirmativas não pode haver conclusão negativa;
7. A conclusão segue sempre a premissa mais fraca;
8. De duas premissas particulares, nada se conclui.

Estas regras reduzem-se às três regras que Aristóteles definiu. O que se entende por “parte mais fraca” são as seguintes situações: entre uma premissa universal e uma particular, a “parte mais fraca” é a particular; entre uma premissa afirmativa e outra negativa, a “parte mais fraca” é a negativa.

## Silogismos derivados
Silogismos derivados são estruturas argumentativas que não seguem a forma rigorosa do silogismo típico mas que, mesmo assim são formas válidas.

### Entimema
Trata-se de um argumento no qual uma ou mais proposições estão subentendidas. Por exemplo :
Todo metal é corpo, logo o chumbo é corpo.
Mais um exemplo :
Todo quadrúpede tem 4 patas.
Logo, um cavalo tem 4 patas.

### Epiquerema
O epiquerema é um argumento em que uma ou ambas as premissas apresentam a prova ou razão de ser do sujeito. Geralmente é acompanhada do termo porque ou algum equivalente. Por exemplo:
Todo demente é irresponsável, porque não é livre.
Pedro é demente, porque o exame médico constatou positivo.
Logo, Pedro é irresponsável.
No epiquerema sempre existe, pelo menos, uma proposição composta, sendo que uma das proposições simples é razão ou explicação da outra.

### Polissilogismo
O polissilogismo é uma espécie de argumento que contempla vários silogismos, em que a conclusão de um serve de premissa maior para o próximo. Como por exemplo:
Quem age de acordo com sua vontade é livre.
O racional age de acordo com sua vontade.
Logo, o racional é livre.
Quem é livre é responsável.
Logo, o racional é responsável.
Quem é responsável é capaz de direitos.
Logo, o racional é capaz de direitos.

### Silogismo expositório
O silogismo expositório não é propriamente um silogismo, mas um esclarecimento ou exposição da ligação entre dois termos, caracteriza-se por apresentar, como termo médio, um termo singular. Por exemplo:
Aristóteles é discípulo de Platão.
Ora, Aristóteles é filósofo.
Logo, algum filósofo é discípulo de Platão.

### Silogismo informe
O silogismo informe caracteriza-se pela possibilidade de sua estrutura expositiva poder ser transformada na forma silogística típica. Por exemplo:
"a defesa pretende provar que o réu não é responsável do crime por ele cometido. Esta alegação é gratuita. Acabamos de provar, por testemunhos irrecusáveis, que, ao perpetrar o crime, o réu tinha o uso perfeito da razão e nem podia fugir às graves responsabilidades deste ato".
Este argumento pode ser formalizado assim:
Todo aquele que perpetra um crime quando no uso da razão é responsável por seus atos.
Ora, o réu perpetrou um crime no uso da razão.
Logo, o réu é responsável por seus atos.

### Sorites
O sorites é semelhante ao polissilogismo, mas neste caso ocorre que o predicado da primeira proposição se torna sujeito na proposição seguinte, seguindo assim até que na conclusão se unem o sujeito da primeira proposição com o predicado da última. Por exemplo:
| “ | A Grécia é governada por Atenas. Atenas é governada por mim. Eu sou governado por minha mulher. Minha mulher é governada por meu filho, criança de 10 anos. Logo, a Grécia é governada por esta criança de 10 anos. | ” |

### Silogismo hipotético
Um silogismo hipotético contém proposições hipotéticas ou compostas, isto é, apresentam duas ou mais proposições simples unidas entre si por uma cópula não verbal, isto é, por partículas. As proposições compostas podem ser divididas em:
A) Claramente compostas: são aquelas proposições em que a composição entre duas ou mais proposições simples são indicadas pelas partículas: e, ou, se ... então.
- Copulativa ou conjuntiva: "a lua se move e a terra não se move". Nesse exemplo, duas proposições simples são unidas pela partícula e ou qualquer elemento equivalente a essa conjunção. Dentro do cálculo proposicional será considerada verdadeira a proposição que tiver as duas proposições simples verdadeiras e será simbolizada como: p ∧ q (ou p.q, ou pq).
-Disjuntivas: "a sociedade tem um chefe ou tem desordem". Caracteriza-se por duas proposições simples unidas pela partícula ou ou equivalente. Dentro do cálculo proposicional, a proposição composta será considerada verdadeira se uma ou as duas proposições simples forem verdadeiras e será simbolizada como: p ∨ q.
- Condicional: "se vinte é número ímpar, então vinte não é divisível por dois". Aqui, duas proposições simples são unidas pela partícula se ... então. Dentro do cálculo proposicional, essa proposição, será considerada verdadeira se sua consequência for boa ou verdadeira, simbolicamente:  p ⇒ q (ou p ⊃ q).  
B) Ocultamente compostas: são duas ou mais proposições simples que formam uma proposição composta com as partículas de ligação: salvo, enquanto, só.
- Exceptiva: "todos corpos, salvo o éter, são ponderáveis". A proposição composta é formada por três proposições simples, sendo que a partícula salvo oculta as suas composições. As três proposições simples componentes são: "todos os corpos são ponderáveis", "o éter é um corpo" e "o éter não é ponderável". Também são exceptivos termos como fora, exceto, etc. Essa proposição composta será verdadeira se todas as proposições simples forem verdadeiras.
- Reduplicativa: "a arte, enquanto arte, é infalível". Nessa proposição temos duas proposições simples ocultas pela partícula enquanto. As duas proposições simples componentes da composta são: "a arte possui uma indeterminação X" e "tudo aquilo que cai sobre essa indeterminação X é infalível". O termo realmente também é considerado reduplicativo. A proposição composta será considerada verdadeira se as duas proposições simples forem verdadeiras.
- Exclusiva: "só a espécie humana é racional". A partícula só oculta as duas proposições simples que compõem a composta, são elas: "a espécie humana é racional" e "nenhuma outra espécie é racional". O termo apenas também é considerado exclusivo. A proposição será considerada verdadeira se as duas proposições simples forem verdadeiras.
O silogismo hipotético apresenta três variações, conforme o conectivo utilizado na premissa maior:
- Condicional: a partícula de ligação das proposições simples é se ... então.
Se a água tiver a temperatura de 100°C, a água ferve.
A temperatura da água é de 100°C.
Logo, a água ferve.
Esse silogismo apresenta duas figuras legítimas:
a) PONENDO PONENS (do latim afirmando o afirmado): ao afirmar a condição (antecedente), prova-se o condicionado (consequência).
Se a água tiver a temperatura de 100°C, a água ferve.
A temperatura da água é de 100°C.
Logo, a água ferve.
b) TOLLENDO TOLLENS (do latim negando o negado): ao destruir o condicionado (consequência), destrói-se a condição (antecedente).
Se a água tiver a temperatura de 100°C, a água ferve.
Ora, a água não ferve.
Logo, a água não atingiu a temperatura de 100°C.
- Disjuntivo: a premissa maior, do silogismo hipotético, possui a partícula de ligação ou.
Ou a sociedade tem um chefe ou tem desordem.
Ora, a sociedade não tem chefe.
Logo, a sociedade tem desordem.
Esse silogismo também apresenta duas figuras legítimas:
a) PONENDO TOLLENS: afirmando uma das proposições simples da premissa maior na premissa menor, nega-se a conclusão.
Ou a sociedade tem um chefe ou tem desordem.
Ora, a sociedade tem um chefe.
Logo, a sociedade não tem desordem.
b) TOLLENDO PONENS: negando uma das proposições simples da premissa maior na premissa menor, afirma a conclusão.
Ou a sociedade tem um chefe ou tem desordem.
Ora, a sociedade não tem um chefe.
Logo, a sociedade tem desordem.
- Conjuntivo: a partícula de ligação das proposições simples, na proposição composta, é e. Nesse silogismo, a premissa maior deve ser composta por duas proposições simples que possuem o mesmo sujeito e não podem ser verdadeiras ao mesmo tempo, ou seja, os predicados devem ser contraditórios. Possui somente uma figura legítima, o PONENDO TOLLENS, afirmando uma das proposições simples da premissa maior na premissa menor, nega-se a outra proposição na conclusão.
Ninguém pode ser, simultaneamente, mestre e discípulo.
Ora, Pedro é mestre.
Logo, Pedro não é discípulo.

### Dilema
O dilema é um conjunto de proposições hipotéticas e contraditórias entre si, tal que, afirmando qualquer uma das proposições, resulta uma mesma conclusão insatisfatória. Por exemplo:
Se dizes o que é justo, os homens te odiarão.
Se dizes o que é injusto, os deuses te odiarão.
Portanto, de qualquer modo, serás odiado.
Outro exemplo de dilema, na cultura popular, é:
Se correr, o bicho pega. Se ficar, o bicho come.